# Desanka
Desanka je rječica u Neretvanskoj dolini. Ime je dobila po naselju Desne i Desanskom jezeru, čije vode (zajedno s vodama Modrog oka) odvodi u Crnu riku u koju se ulijeva kod mjesta Banja. Duga je 3697 m.
Prolazi kroz Desansko jezero, Desne i Banju.